# Markopotis
Markopotis je pruský bůh nejasné funkce, pravděpodobně spojený s podsvětím.
V Sudovské knize zachované v rukopisech z 16. století je Markopotis překládán jako die Erdleute „podzemní lidé“ či Edelleute „urození lidé“.  Podle Jana Maleckého je „bohem velmožů a urozených“ a podle Matthäuse Prätoria jeden ze tří bohů štěstí společně s Kaukuczei a Barzdukkai. V pramenech má jméno řadu variant:
- různé rukopisy Sudovské knihy – Mark(k)opole, Merkopele, Marckop(p)ole, Markepole, Merkopete
- Jan Malecki, Jan Łasicki – Marcoppolum
- Matthäus Prätorius  - Markopotis

Kolísání „t“ a „l“ v pruských vlastních jménech je poměrně běžné a je těžké určit která z variant je správná. V případě varianty s „t“ lze jméno vykládat s baltského *patis „pán“, což je běžná složka jmen litevský bohů. Theodor Grienberg naopak rekonstruoval jméno jako *Mār-pecolis, které spojil s pruským bohem podsvětí jménem Pecols . První část jména je ještě více nejasná a mezi navrhované výklady patří například souvislost se slovy jako „namáčení lnu“, „šero, soumrak“ nebo „veliký“. Zajímavá je však podobnost s jménem římského Mercuria jehož jméno je mimo jiné vykládáno z latinského merx „zboží“. Vzhledem k tomu že Merkurius má i chtonickou funkci – je průvodcem duší do podsvětí, může být příbuzné i jméno chetitského boha hlubin země Markuwaya či indického démona dětských nemocí jménem Márka.